# Theodor von Kretschmann

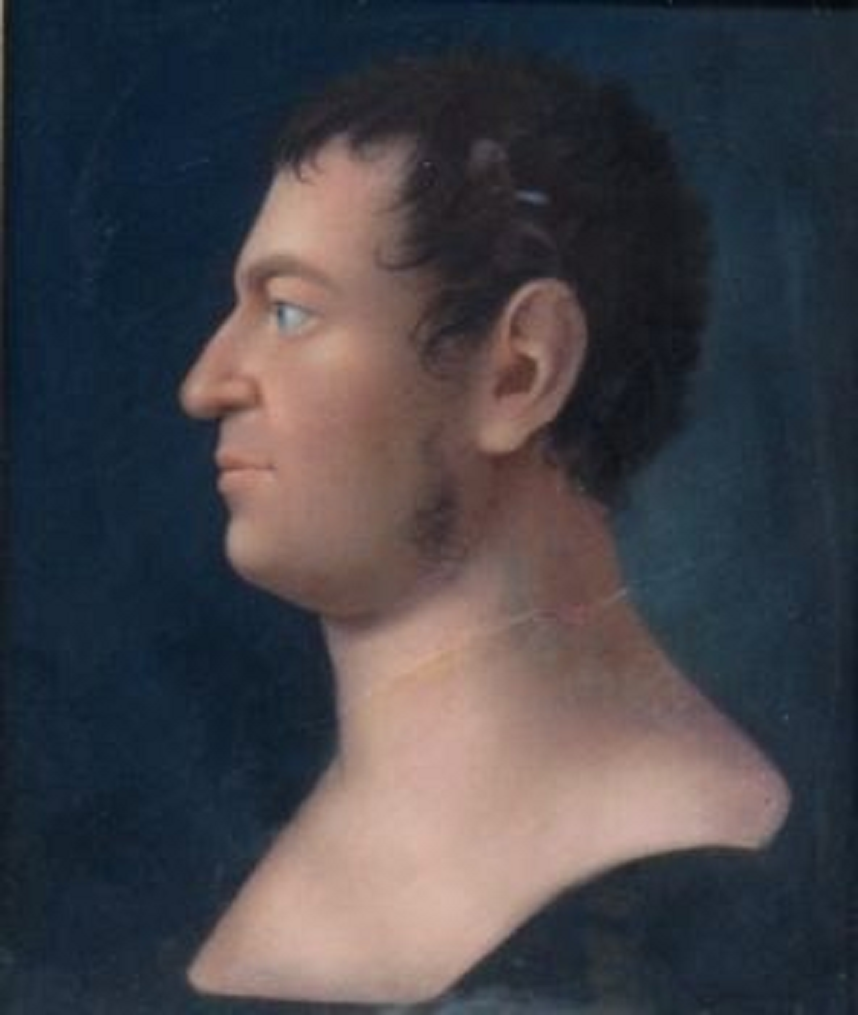
Theodor von Kretschmann (um 1800)

Theodor Konrad Kretschmann, seit 1801 von Kretschmann, (* 8. November 1762 in Bayreuth; † 15. Januar 1820 in Kassel) war ein deutscher Politiker, Jurist und Publizist. Als dirigierender Minister stand er bis 1808 an der Spitze der Verwaltung des Herzogtums Sachsen-Coburg-Saalfeld; 1816 war er kurzzeitig unumschränkter Regierungschef des Fürstentums Sayn-Wittgenstein.

## Leben

### Herkunft

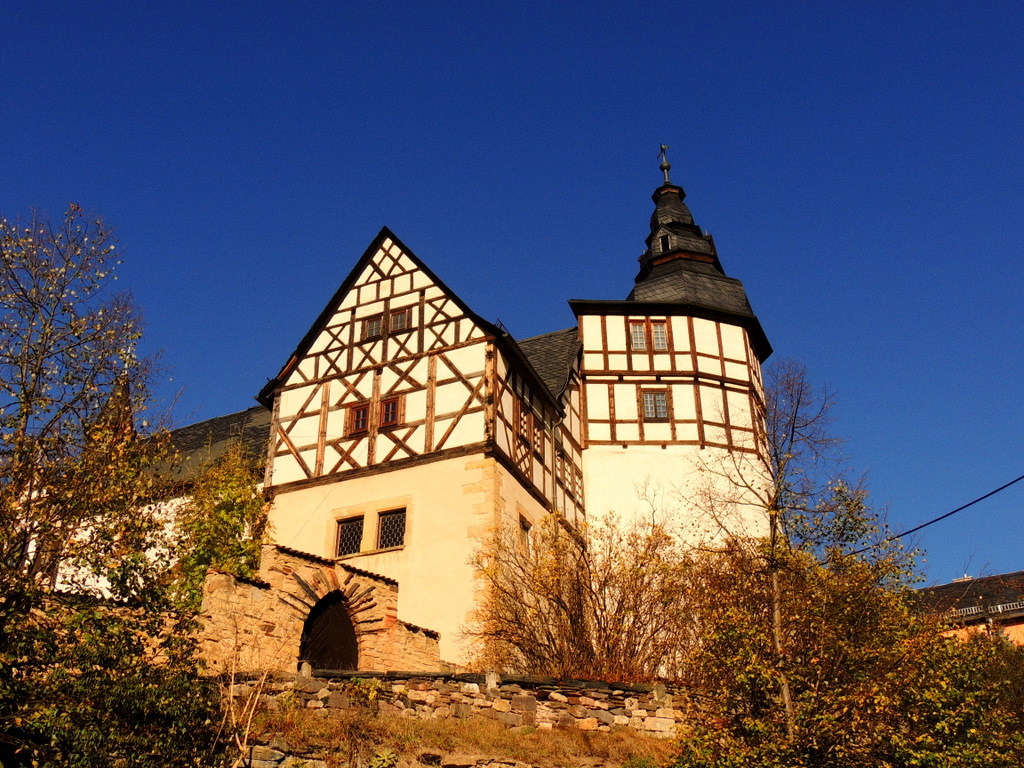
Schloss Kaulsdorf an der Saale, väterliches Erbe

Theodor Kretschmann war ein Sohn des Bayreuther Justizrats Johann Adam (von) Kretschmann (1724–1772) und von dessen Ehefrau Christiana Dorothea (1732–1798). Theodors Vater führte bereits das Adelsprädikat und war ein Sohn des Pfarrers Karl Wilhelm Kretschmann (1695–1745) und Enkel des aus Nürnberg stammenden Bayreuther Hofmalers Carl Clemens Kretschmann (1651–1695). Theodors Vater hatte früher schon das Ritterlehen Feuln besessen, das er 1767 an den Generalmajor von Hagen verkauft hatte. Johann Adam (von) Kretschmann war außerdem Erbherr des Ritterguts Kaulsdorf mit Breternitz und Fischersdorf, das Theodor Kretschmann als Erbe später vorteilhaft an den preußischen Staat verkaufen sollte. Theodors Mutter war eine Tochter des Kulmbacher Archidiakons und Schlosspredigers Johann Georg Keck (1687–1747).

### Ausbildung
Kretschmann studierte Rechtswissenschaften in Erlangen. 1782 ging er nach Saalfeld, wo er dann Regierungssekretär war. Bekundete Offenheit für Gedanken aus dem revolutionären Frankreich führten zu einer polizeilichen Untersuchung, die in seinem Ausscheiden in Saalfeld mündeten. 1791 ging er nach Jena und legte bald erfolgreich seine juristische Dissertation vor.

### Preußischer Staatsdienst

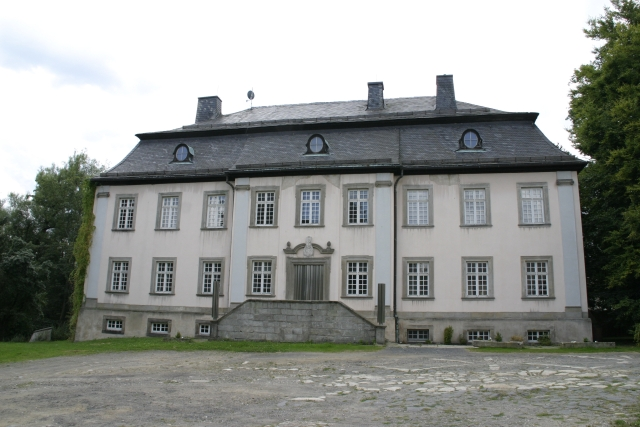
Schloss Erkersreuth bei Bayreuth, einige Zeit in Besitz Kretschmanns

Kretschmann nahm ein Angebot Hardenbergs wahr und trat in Bayreuth in den preußischen Staatsdienst. Er erwarb im Jahr 1800 das im preußischen Fürstentum Bayreuth gelegene Gut Erkersreuth. Als königlich preußischer Kammerdirektor zu Bayreuth bekam er am 8. Juli 1801 in Berlin den preußischen Adelsstand verliehen.

### Coburg-Saalfelder Staatsdienst

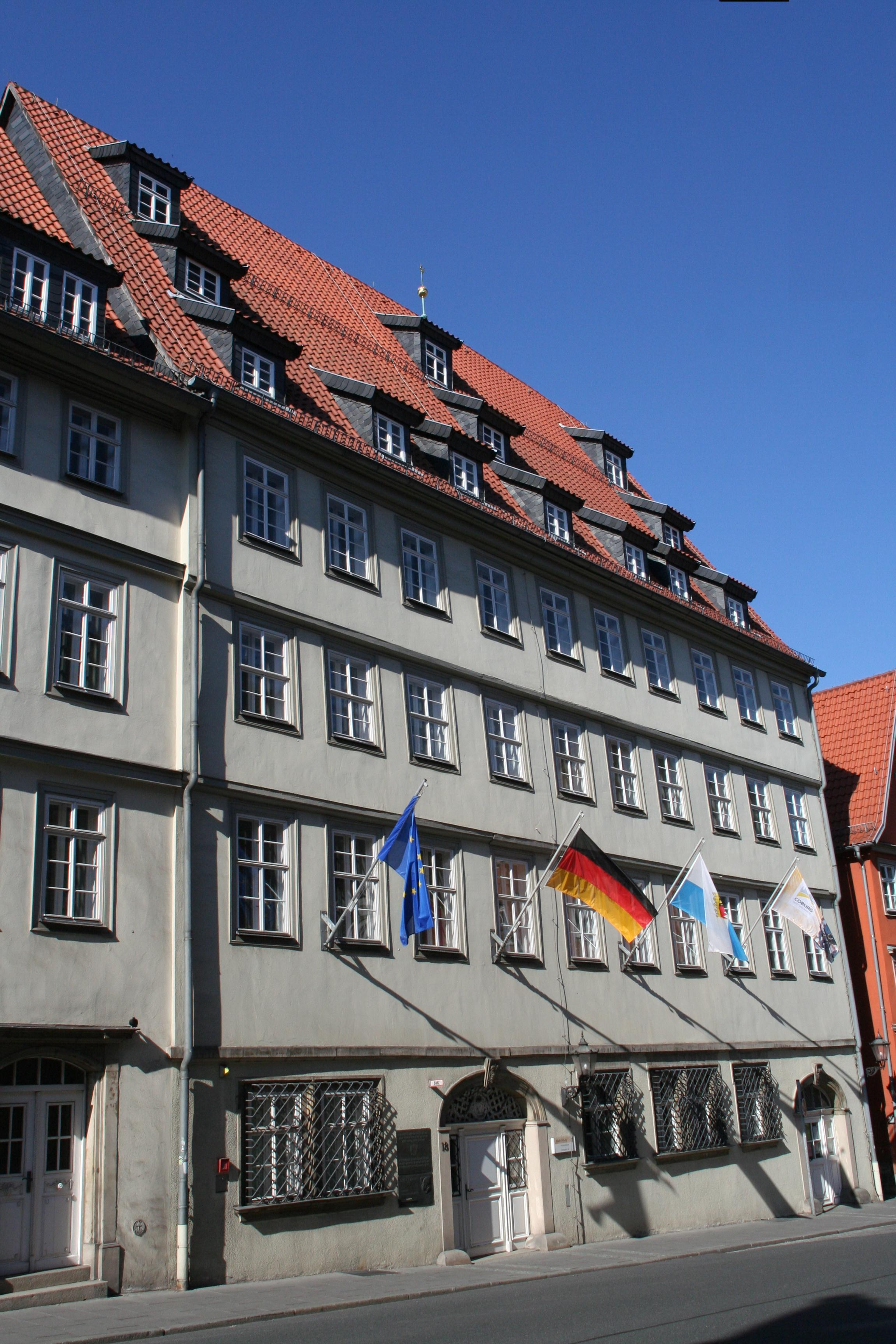
Das Coburger Prinzenpalais, Wohnhaus des Ministers 1803–1808

Da er als Finanzexperte galt, holte Herzog Franz von Sachsen-Coburg-Saalfeld ihn 1801 in seinen Dienst. Auch kaufte ihm der Herzog das Gut Erkersreuth ab. Sachsen-Coburg-Saalfeld war zu dieser Zeit durch schwere Verschuldung in seiner Existenz bedroht und stand seit Jahrzehnten unter einer kaiserlichen Debitkommission. Ein von Kretschmann ausgeklügelter Finanzplan bewirkte die Aufhebung der Debitkommission; Kretschmann wurde als dirigierenden Minister an die Spitze der Verwaltung gestellt. Er bewohnte in diesen Jahren bis 1808 das Coburger Prinzenpalais. 1803 forderte Kretschmann vom Herzog das Gut Erkersreuth wieder zurück; er sollte es jedoch 1811 wiederum veräußern: an den Fabrikanten Riedel aus Klingenthal.
Das System Kretschmanns brach zusammen, als in der zweiten Jahreshälfte 1806 das Ende des Reichs, die Errichtung des Rheinbundes, der Krieg zwischen Frankreich und Preußen und der Tod des Herzogs zusammentrafen. Es gelang Kretschmann, das Herzogtum in den Rheinbund und damit zur Souveränität zu führen, doch führte dann der Aufenthalt des nachfolgenden Herzogs Ernst I. in Preußen zur Beschlagnahme seines Staates durch Frankreich. Dadurch wurde die durch Kretschmann gegründete, für sein Finanzsystem so relevante Staatsbank derart beeinträchtigt, dass sie nur noch kurz bestehen konnte.
Kretschmann wollte den Code Napoléon in Sachsen-Coburg-Saalfeld einführen, doch die Herzoginmutter stand ganz auf der preußischen Seite. Kretschmann, bislang im Coburger Herzogtum allmächtiger Minister, stand nun einem neuen Monarchen gegenüber, der im Gegensatz zu seinem Vater selbst regieren wollte. Nach der Restitution des Herzogs im Jahr 1807 zog Theodor von Kretschmann sich 1808 auf sein in der Säkularisation erworbenes Gut Obertheres in Unterfranken zurück und ließ sich daher am 17. März 1813 in die königlich bayerische Adelsmatrikel eintragen.

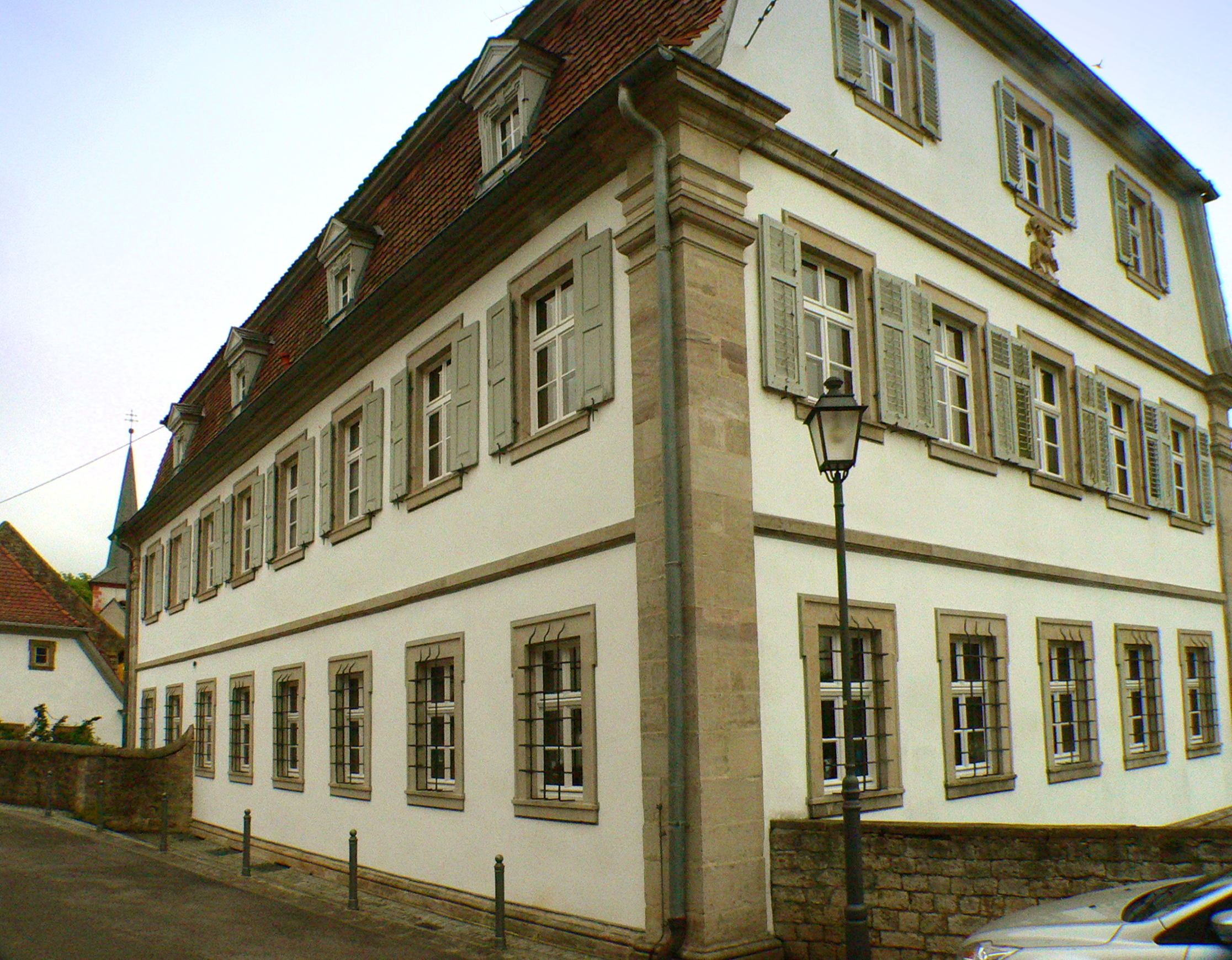
Schloss Obertheres, Landsitz und Refugium in Unterfranken

### Zeit nach der Karriere in Coburg-Saalfeld
In seinen letzten Lebensjahren war er als Konsulent für verschiedene standesherrliche Häuser tätig. Nachdem er selbst in Bayern vor der kleinlichen Rachsucht des Coburger Herzogs nicht sicher war, verschaffte ihm Hardenberg 1816 wieder das preußische Indigenat. Sein letztes großes Unterfangen war sein Versuch, die Einverleibung des seit 1806 mediatisierten und zu Hessen-Darmstadt gehörigen Fürstentums Wittgenstein in die neugebildete preußische Provinz Westfalen zu verhindern; tatsächlich regierte Theodor von Kretschmann im November 1816 in der Residenz Laasphe anstelle des ohnehin seit einem ganzen Jahrzehnt mediatisierten, aber auch wegen starker Verschuldung praktisch entmündigten Fürsten Friedrich Karl zu Sayn-Wittgenstein-Hohenstein (1766–1837) eine ganze Woche lang unumschränkt. Vor etwaigen peinlichen Folgen bewahrte ihn schließlich der preußische Staatskanzler Fürst Hardenberg.
Der Oberpräsident der preußischen Provinz Westfalen Ludwig von Vincke ließ Ende Dezember 1816 dennoch Kretschmann sowie den fürstlich wittgensteinischen Domänendirektor Kölle verhaften. Im September 1817 kam Kretschmann nach Düsseldorf in preußischen Stadtarrest. „Wegen Verleitung zu eigenmächtigen gesetzwidrigen Eingriffen in die Polizei- und Finanzverwaltung der Grafschaft Wittgenstein“ wurde er am 17. Dezember 1817 zu 3000 fl. rheinisch verurteilt, doch sollte im Falle des Unvermögens an Stelle der Geldbuße eine Gefängnisstrafe von zwei Jahren und zehneinhalb Monaten treten. In dieser traurigen Lage wandte sich Kretschmann unter Betonung seiner in den fränkischen Fürstentümern geleisteten Dienste an den preußischen König und bat um Gnade, welche Friedrich Wilhelm III. ihm auch durch Kabinettsorder vom 5. Oktober 1819 in vollem Umfang gewährte. Mitte Dezember 1819 durfte Theodor von Kretschmann Düsseldorf verlassen und in seine fränkische Heimat reisen. Dort setzte er seine Tätigkeit als Konsulent fort, die ihn zu häufigen Reisen veranlasste. Auf seiner letzten erkrankte er und starb 57 Jahre alt nach kurzem Unwohlsein am 15. Januar 1820 in Kassel.

### Familie

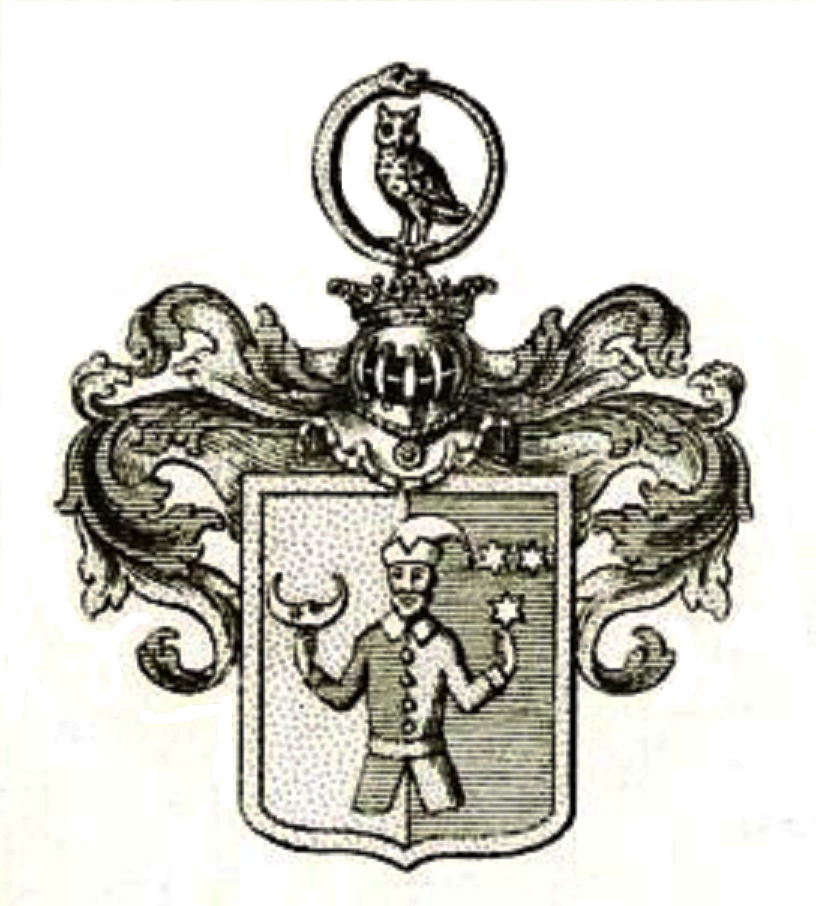
Kretschmann'sches Familienwappen

Theodor Kretschmann heiratete 1785 in Kahla Friederike (1766–1829), Tochter des Johann von Stern, herzoglich sächsischer Hofadvokat und Stadtsyndikus in Kahla, und der Christiana Friederike Dorothea von Eichelberg. Sie hatten drei Söhne und sieben Töchter, u. a. Moritz von Kretschmann (1790–1868), königlich bayerischer Generalmajor und Kommandant des Kadettenkorps, und Bertha (1795–1862), verheiratet mit Ernst Edler von Braun (1788–1863), sachsen-altenburgischer dirigierender Minister. 
Ein Enkel war Hans von Kretschmann (1832–1899), preußischer General der Infanterie, ein anderer Arthur von Kretschmann (1836–1889), preußischer Generalmajor. Eine Urenkelin war die sozialkritische Schriftstellerin Lily Braun geb. von Kretschmann (1865–1916). Marianne von Weizsäcker geb. von Kretschmann, Witwe des deutschen Altbundespräsidenten Richard von Weizsäcker (1920–2015), ist eine Ur-Ur-Urenkelin.

## Werke
- Theodor von Kretschmann, Die Organisation der Coburg-Saalfeldischen Lande, Band 1, Leipzig 1803 (Digitalisat)
- Theodor von Kretschmann, Bericht des Herzogs von Sachsen-Coburg-Saalfeld an den Kaiserlichen Reichshofrath über die Dienstentlassung des ehemaligen Vicepräsidenten (Carl) von Wangenheim, Coburg 1805 (Digitalisat)